# خور خور العليا (قشلاق الشرقي)
خور خور العلیا (بالفارسية: خورخور علیا) هي منطقة سكنية تقع في إيران في قسم قشلاق الشرقي الريفي. يقدر عدد سكانها بـ 191 نسمة .